# Ime Akpan
Ime Akpan (* 27. April 1972) ist eine ehemalige nigerianische Hürdenläuferin, die sich auf den 100-Meter-Hürdenlauf spezialisiert hat. Über diese Distanz siegte sie 1991 bei den Afrikaspielen in Kairo und wurde im Jahr darauf in Belle Vue Maure Afrikameisterin.

## Sportliche Laufbahn
Erste internationale Erfahrungen sammelte Ime Akpan vermutlich im Jahr 1991, als sie bei der Sommer-Universiade in Sheffield in 13,74 s den achten Platz über 100 m Hürden belegte. Anschließend siegte sie in 13,44 s bei den Afrikaspielen in Kairo. Im Jahr darauf siegte sie in 13,14 s bei den Afrikameisterschaften in Belle Vue Maurel und wurde beim IAAF World Cup in Havanna in 13,57 s Sechste. 1993 wurde sie bei den Studentenweltspielen in Buffalo im Finale disqualifiziert und 1995 belegte sie bei der Sommer-Universiade in Fukuoka in 13,11 s den vierten Platz. Zudem gewann sie dort mit der nigerianischen 4-mal-100-Meter-Staffel in 44,08 s die Bronzemedaille hinter den Teams aus den Vereinigten Staaten und Russland. Anschließend gewann sie bei den Afrikaspielen in Harare in 13,09 s die Bronzemedaille hinter ihren Landsfrauen Taiwo Aladefa und Angela Atede. Im Jahr darauf nahm sie an den Olympischen Sommerspielen in Atlanta teil und schied dort mit 13,02 s im Viertelfinale aus. 2004 beendete sie dann ihre aktive sportliche Karriere im Alter von 32 Jahren.

## Persönliche Bestzeiten
- 100 m Hürden: 13,02 s (+1,4 m/s), 29. Juli 1996 in Atlanta